# 4 de maio
4 de maio é o 124.º dia do ano no calendário gregoriano (125.º em anos bissextos). Faltam 241 dias para acabar o ano.

## Eventos históricos

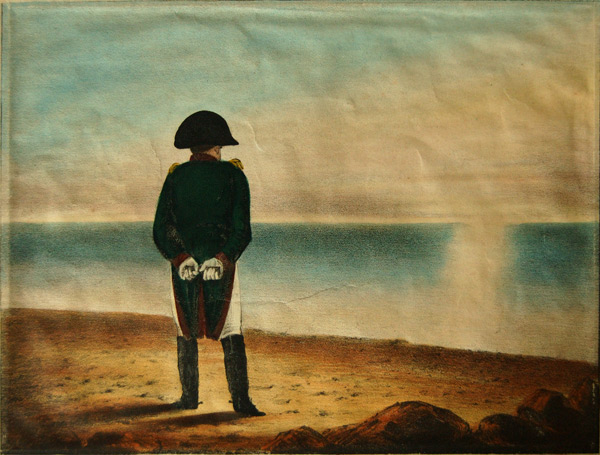
1814: Napoleão Bonaparte no exílio.

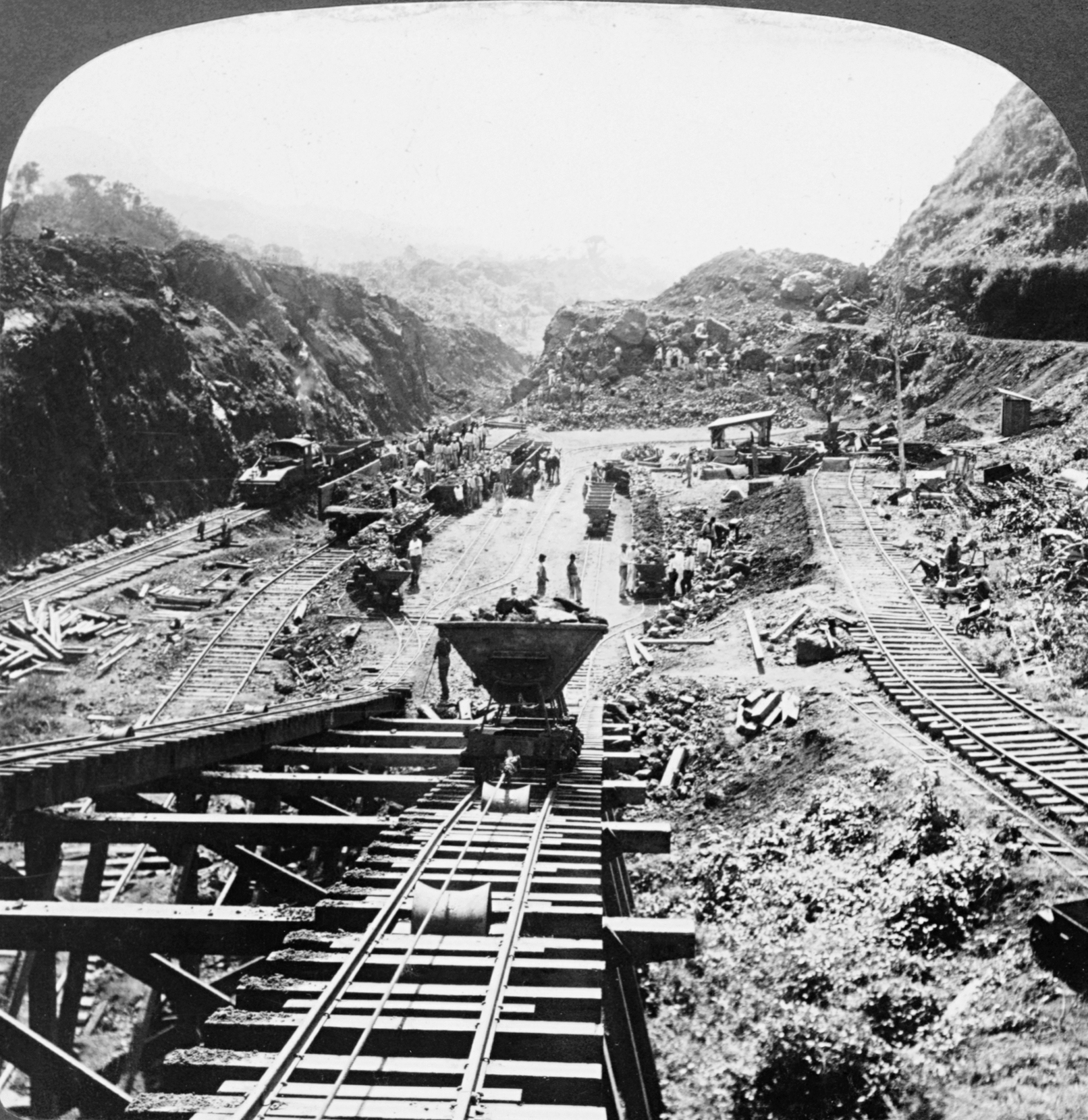
1904: Trabalhos de construção do Canal do Panamá.

- 1256 — A ordem monástica agostiniana é constituída no Mosteiro de Lecceto quando o Papa Alexandre IV emite uma bula papal Licet ecclesiae catholicae.[1]
- 1415 — Condenados como hereges no Concílio de Constança, os reformadores religiosos John Wycliffe e Jan Hus.
- 1436  — Assassinato do rebelde sueco Engelbrekt Engelbrektsson.
- 1471 — Guerras das Rosas: Batalha de Tewkesbury: Eduardo IV derrota o exército Lencastre e mata Eduardo de Westminster, Príncipe de Gales.
- 1493 — A bula papal Inter caetera, Papa Alexandre VI divide o Novo Mundo entre Espanha e Portugal ao longo da Linha de Demarcação.
- 1626 — O explorador holandês Peter Minuit chega nos Novos Países Baixos (atual ilha de Manhattan) a bordo do See Meeuw.
- 1675 — Rei Carlos II da Inglaterra, Escócia e Irlanda ordena a construção do Observatório Real de Greenwich.
- 1776 — Ilha de Rodes se torna a primeira das Treze Colônias Britânicas na América do Norte a renegar a fidelidade ao rei Jorge III da Grã-Bretanha.
- 1799 — Quarta Guerra Anglo-Mysore: Batalha de Seringapatam: o cerco de Seringapatam termina quando a cidade é invadida e o sultão Tipu é morto pelo exército britânico.
- 1814
  - Imperador Napoleão I da França chega a Portoferraio, na ilha de Elba, para iniciar o seu exílio.
  - Rei Fernando VII da Espanha declara nula a Constituição de 1812, devolvendo a Espanha ao absolutismo.
- 1823 — Guerra da Independência do Brasil: A Batalha de 4 de maio ocorre durante o bloqueio do porto de Salvador imposto pelo Almirante Thomas Cochrane. As frotas brasileira e portuguesa se enfrentam, resultando num empate.
- 1869 — Início da Batalha Naval da Baía de Hakodate no Japão.
- 1886 — Revolta de Haymarket: uma bomba é lançada contra policiais que tentavam acabar com uma reunião do Movimento operário em Chicago, Estados Unidos, matando oito e ferindo 60. A polícia abriu fogo contra os manifestantes.
- 1904 — Estados Unidos começam a construção do Canal do Panamá.
- 1912 — A Itália ocupa a ilha otomana de Rodes.
- 1919 — Movimento Quatro de Maio: manifestações estudantis acontecem na Praça da Paz Celestial, em Pequim, China, em protesto contra o Tratado de Versalhes, que transferiu território chinês para o Japão.
- 1926 — Início da Greve geral no Reino Unido.
- 1932 — Em Atlanta, o mafioso Al Capone começa a cumprir uma sentença de onze anos de prisão por sonegação de impostos.
- 1942 — Segunda Guerra Mundial: início da Batalha do Mar de Coral com um ataque de aviões do porta-aviões USS Yorktown dos Estados Unidos contra as forças navais japonesas na ilha Tulagi, Ilhas Salomão. As forças japonesas invadiram Tulagi no dia anterior.
- 1945 — Segunda Guerra Mundial: o campo de concentração de Neuengamme, perto de Hamburgo, é libertado pelo Exército Britânico.
- 1949 — Toda a equipe de futebol do Torino (exceto dois jogadores que não fizeram a viagem: Sauro Tomà, por lesão e Renato Gandolfi, por solicitação do técnico) morre num acidente de avião.
- 1953 — Ernest Hemingway ganha o Prêmio Pulitzer pelo O Velho e o Mar.
- 1959 — Realizado o primeiro Grammy Award.
- 1961 — Movimento dos direitos civis dos negros nos Estados Unidos: os "Viajantes da Liberdade" começam uma viagem de ônibus pela Região Sul daquele país.
- 1973 — A Sears Tower de 108 andares em Chicago com 442 m passa a ser edifício mais alto do mundo.
- 1978 — Força de Defesa da África do Sul ataca um campo de refugiados da SWAPO em Cassinga, sul de Angola, matando cerca de 600 pessoas, no que passou a história como massacre de Cassinga.
- 1979 — Margaret Thatcher é a primeira mulher eleita como chefe do governo britânico, após a vitória eleitoral dos conservadores.
- 1988 — Ocorre o desastre industrial da PEPCON em Henderson, Estados Unidos, consumindo toneladas de perclorato de amônio.
- 1989 — Caso Irã-Contras: o ex-assessor da Casa Branca, Oliver North, é condenado por três crimes e absolvido de nove outras acusações; as condenações são posteriormente anuladas sob recurso.
- 1990 — Letônia proclama a renovação da sua independência após a ocupação soviética.
- 1994 — O primeiro-ministro de Israel Yitzhak Rabin e o líder da OLP Yasser Arafat assinam um acordo de paz sobre a autonomia palestina, conferindo autogoverno à Faixa de Gaza e Jericó.
- 2002 — Cento e três pessoas morrem e 51 ficam feridas em um acidente de avião perto do Aeroporto Internacional Mallam Aminu Kano, em Kano, Nigéria.
- 2014 — Três pessoas são mortas e 62 feridas em dois atentados a bomba em ônibus em Nairóbi, Quênia.
- 2017 — Lançado o satélite geoestacionário brasileiro SGDC-1, do Centro Espacial de Kourou na Guiana Francesa.
- 2021 — Assassinato de Ali Fazeli Monfared

## Nascimentos

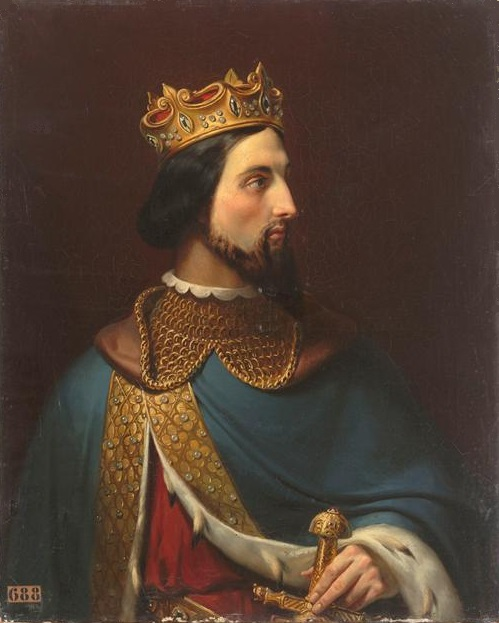
Henrique I da França

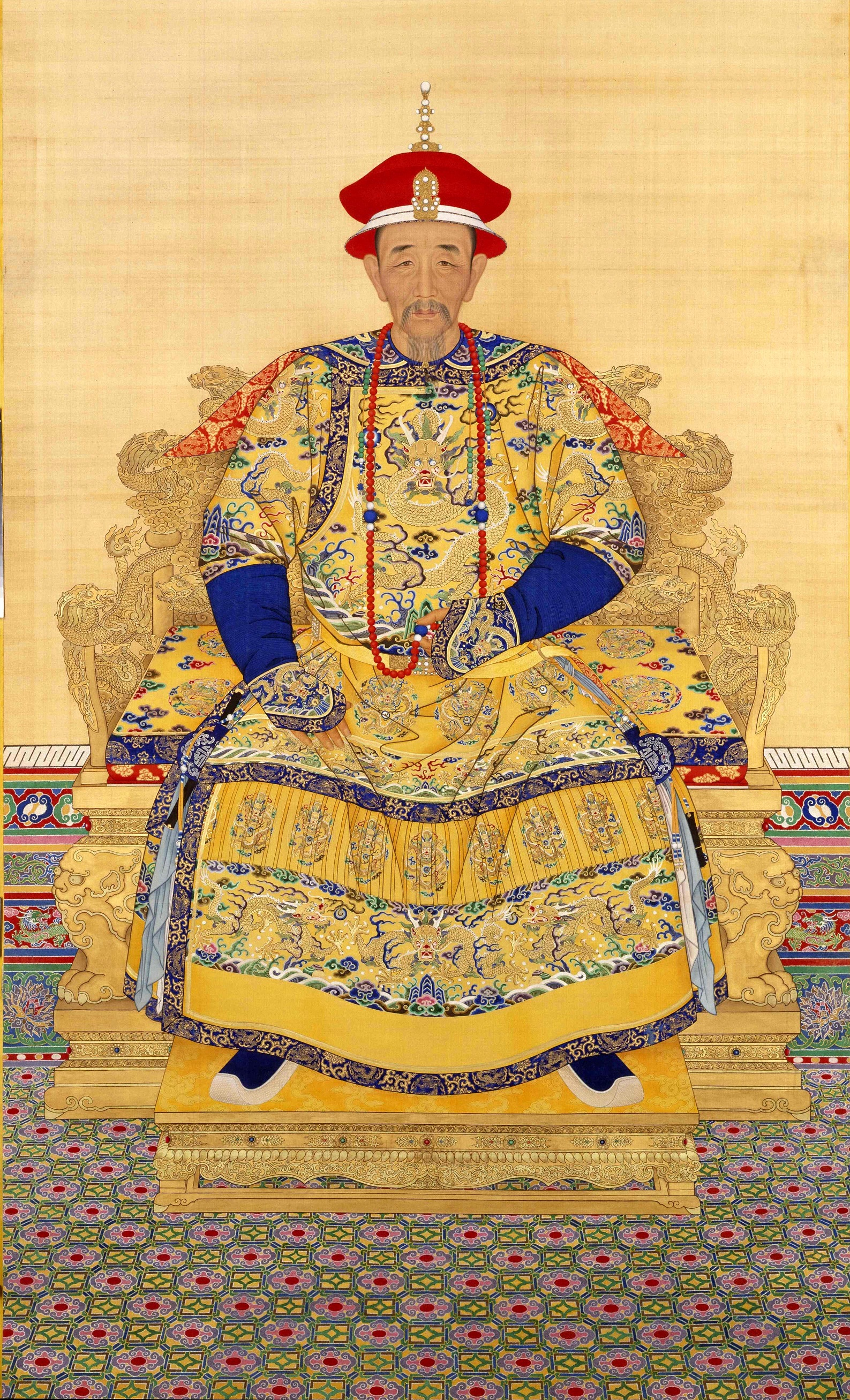
Kangxi

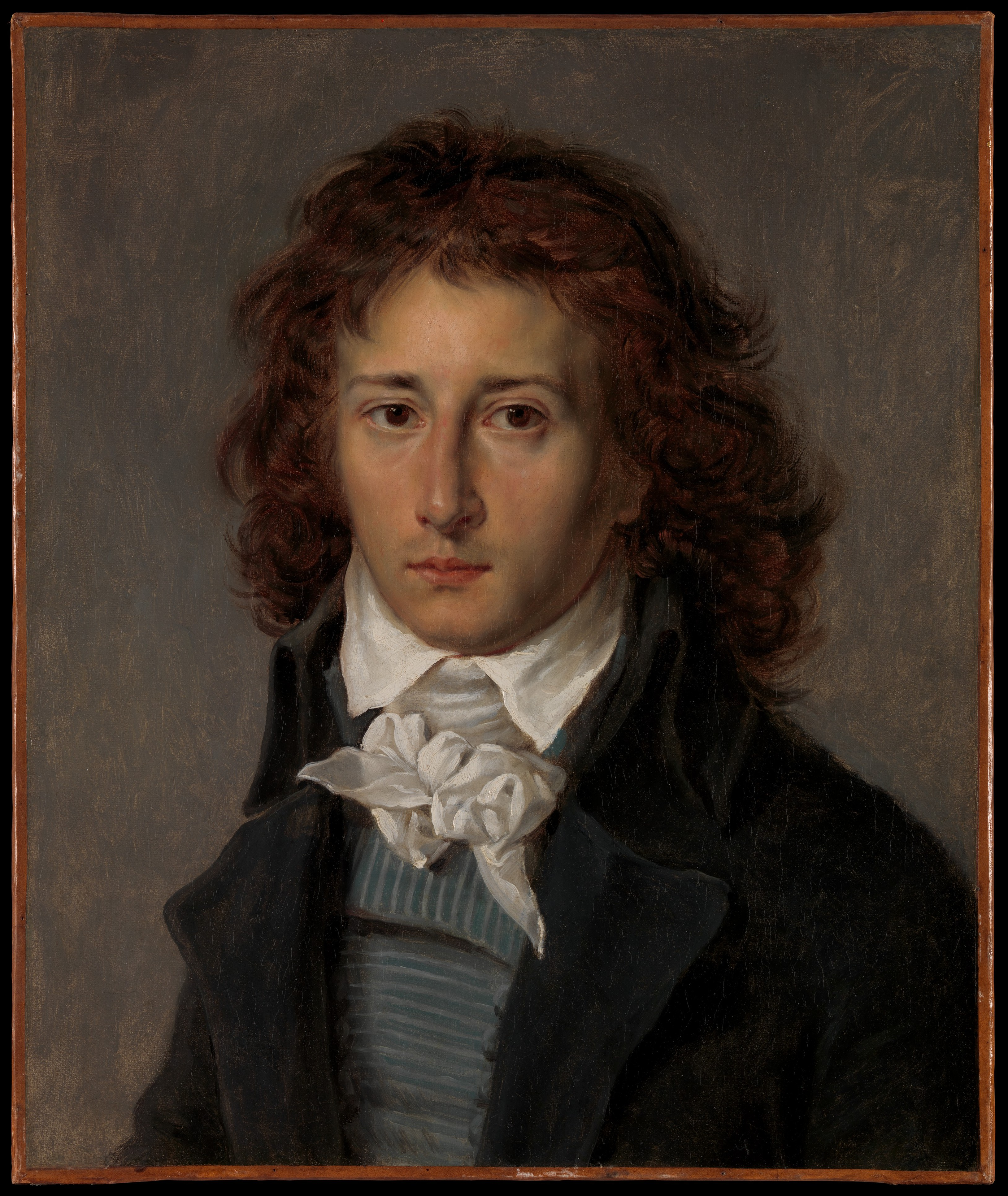
François Gérard

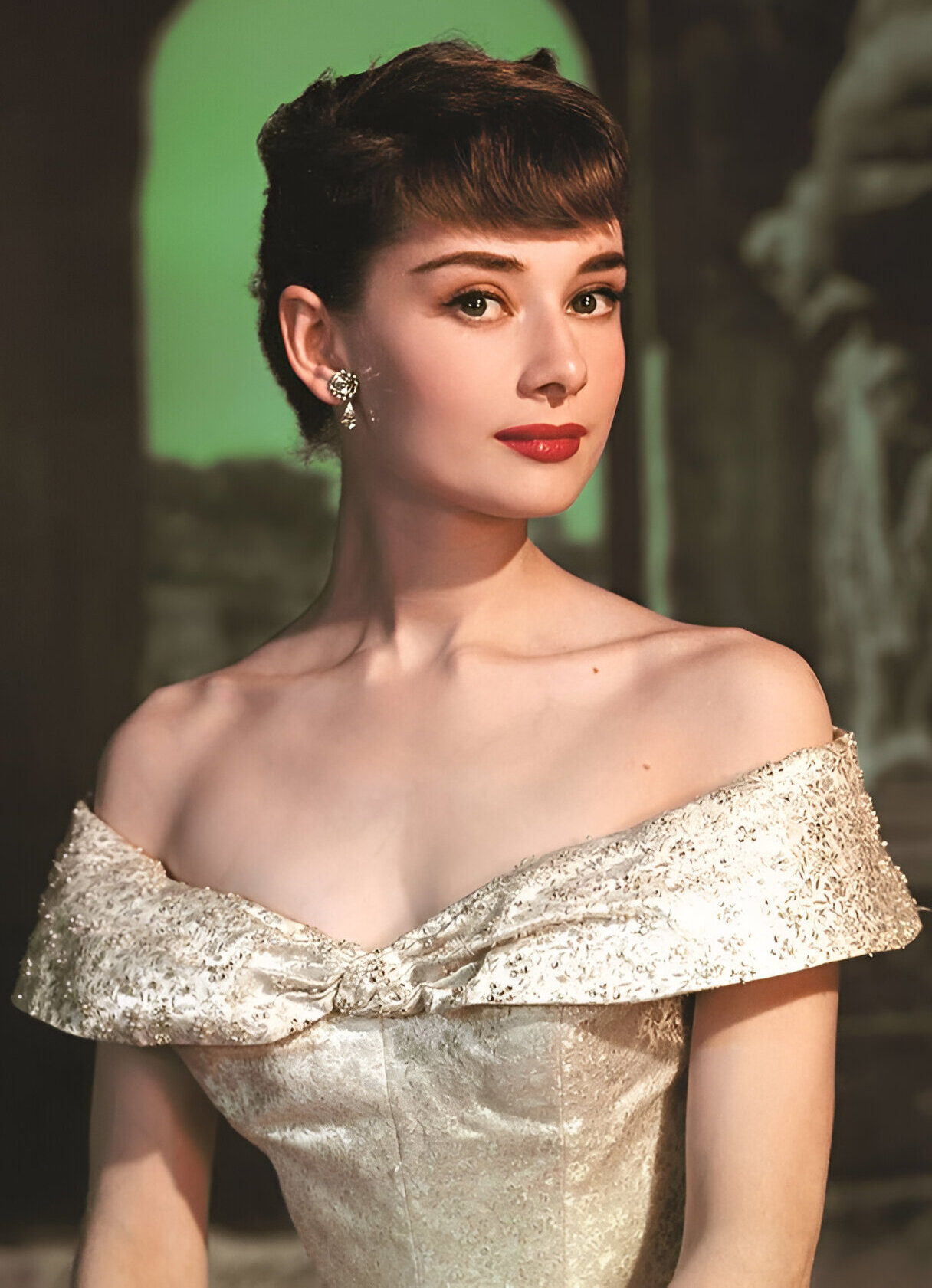
Audrey Hepburn

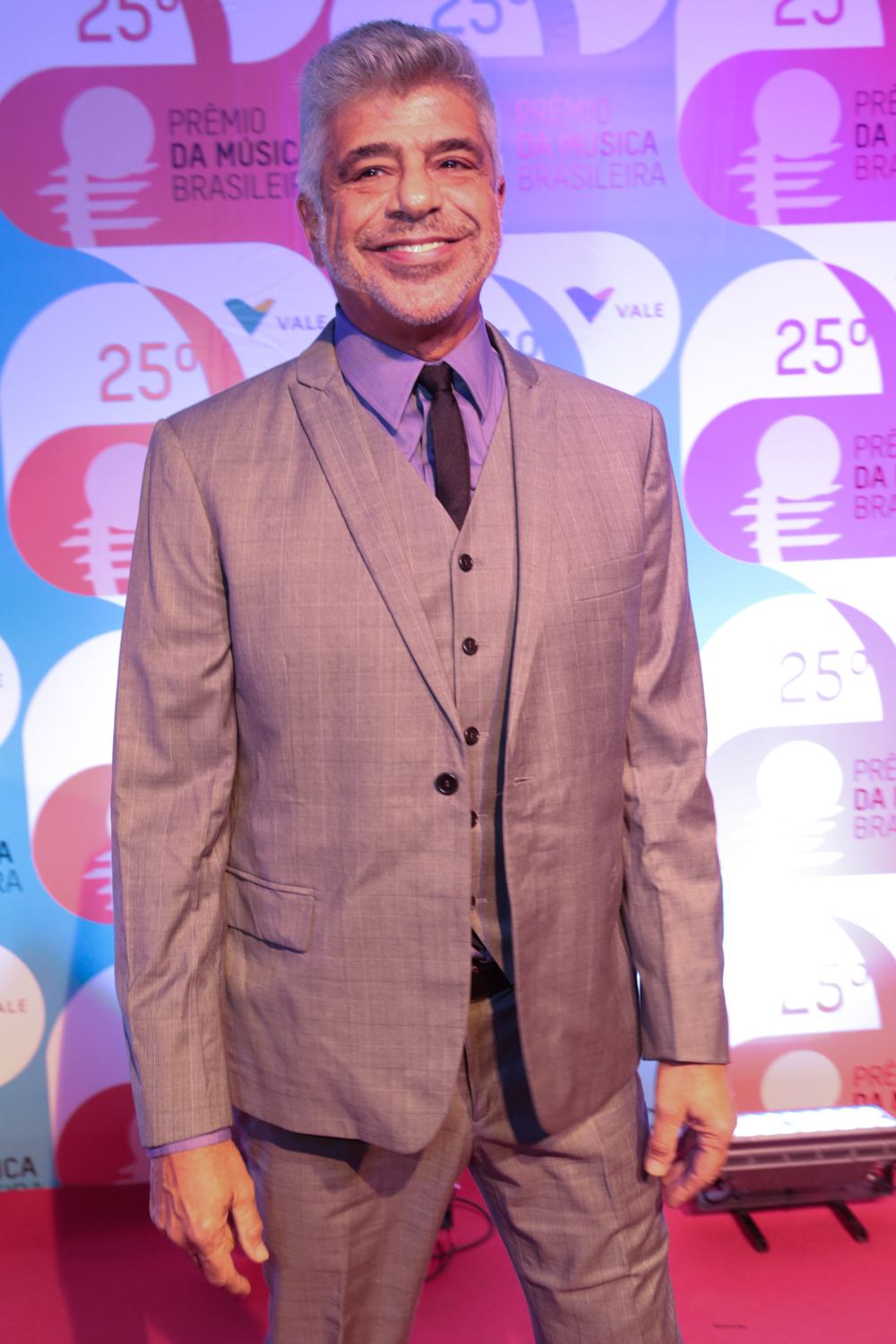
Lulu Santos

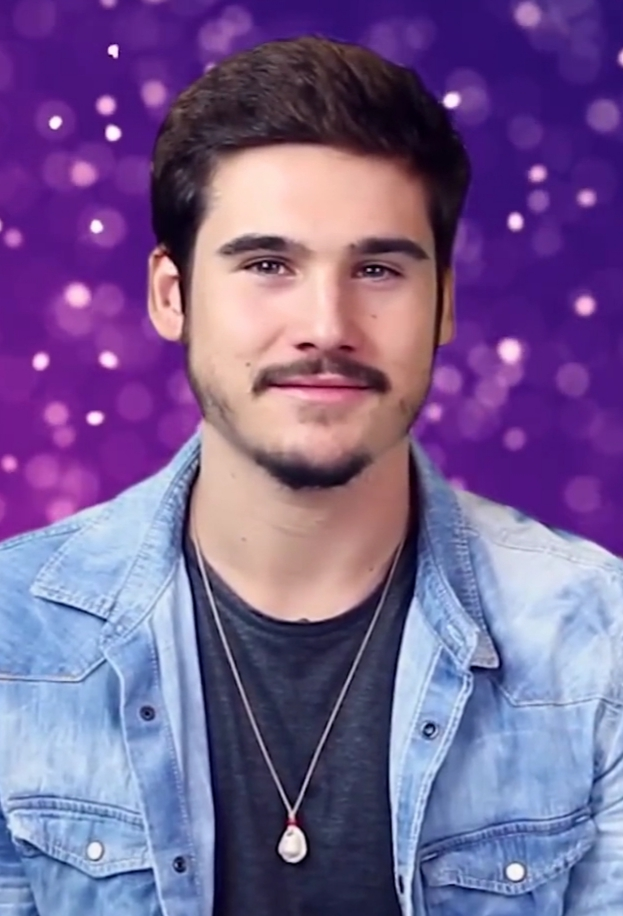
Nicolas Prattes

### Anteriores ao século XIX
- 1008 — Henrique I de França (m. 1060).
- 1559 — Alice Spencer, Condessa de Derby (m. 1637).
- 1654 — Kangxi, imperador chinês (m. 1722).
- 1655 — Bartolomeo Cristofori, inventor do piano (m. 1731).
- 1770 — François Gérard, pintor francês (m. 1837).
- 1796
  - William Hickling Prescott, historiador norte-americano (m. 1859).
  - Horace Mann, educador e político norte-americano (m. 1859).

### Século XIX
- 1825 — Thomas Henry Huxley, biólogo britânico (m. 1895).
- 1826 — Frederic Edwin Church, pintor norte-americano (m. 1900).
- 1838 — James Albery, dramaturgo britânico (m. 1889).
- 1845 — Rodrigues Lima político brasileiro (m. 1903).
- 1881 — Alexander Kerensky, político russo (m. 1970).
- 1890 — Franklin Carmichael, artista canadense (m. 1945).
- 1897 — Pixinguinha, compositor brasileiro (m. 1973).

### Século XX

#### 1901–1950
- 1903 — Ana da Saxônia, arquiduquesa da Áustria (m. 1976).
- 1913 — Catarina da Grécia e Dinamarca (m. 2007).
- 1914 — Toshihiko Izutsu, filósofo japonês (m. 1993).
- 1918 — Kakuei Tanaka, político japonês (m. 1993).
- 1923 — Eric Sykes, ator, diretor e roteirista britânico (m. 2012).
- 1925 — Luis Herrera Campins, político venezuelano (m. 2007).
- 1928
  - Hosni Mubarak, militar e político egípcio (m. 2020).
  - Wolfgang von Trips, nobre e automobilista alemão (m. 1961).
- 1929
  - Ronald Golias, ator e comediante brasileiro (m. 2005).
  - Audrey Hepburn, atriz britânica (m. 1993).
- 1930 — Roberta Peters, cantora lírica norte-americana (m. 2017).
- 1931 — Gennady Rozhdestvensky, maestro russo (m. 2018).
- 1935 — José Sanfilippo, ex-futebolista argentino.
- 1938 — Carlos Monsiváis, escritor mexicano (m. 2010).
- 1937 — Dick Dale, músico norte-americano (m. 2019).
- 1939
  - Amos Oz, escritor e pacifista israelense (m. 2018).
  - Paul Gleason, ator norte-americano (m. 2006).
- 1943 — Georgi Asparuhov, futebolista búlgaro (m. 1971).
- 1944 — Luciano Bergamin, bispo católico italiano.
- 1946
  - John Watson, ex-automobilista britânico.
  - Rogério Sganzerla, ator e cineasta brasileiro (m. 2004).
  - John Barnard, engenheiro automobilístico britânico.
- 1948 — George Tupou V, rei tonganês (m. 2012).
- 1949 — Gregg Diamond, pianista e produtor norte-americano (m. 1999).
- 1950 — Anghel Iordănescu, ex-futebolista, ex-treinador de futebol e político romeno.

#### 1951–2000
- 1951 — Jackie Jackson, músico e cantor norte-americano.
- 1952 — Antony Hamilton, ator, modelo e dançarino anglo-australiano (m. 1995).
- 1953 — Lulu Santos, músico e compositor brasileiro.
- 1954 — Francisco Carlos Bach, religioso brasileiro.
- 1956
  - David Guterson, escritor norte-americano.
  - Ulrike Meyfarth, ex-atleta alemã.
- 1958
  - Antonis Minou, ex-futebolista grego.
  - Keith Haring, artista gráfico norte-americano (m. 1990).
  - Maurício Peixer, político brasileiro.
- 1959
  - Randy Travis, músico norte-americano.
  - Inger Nilsson, atriz sueca.
- 1960 — Werner Faymann, político austríaco.
- 1961 — Herbert Vianna, músico brasileiro.
- 1962 — Abel Campos, ex-futebolista angolano.
- 1963 — Vange Leonel, cantora, compositora, ativista e escritora brasileira (m. 2014).
- 1964 — Rocco Siffredi, ator e diretor italiano.
- 1967 — Ana Gasteyer, atriz norte-americana.
- 1970 — Gregg Alexander, cantor, compositor e produtor musical norte-americano.
- 1971
  - Luiz Garcia Jr., automobilista brasileiro.
  - Leonid Slutsky, treinador russo de futebol.
- 1972
  - Chris Tomlin, cantor e compositor estadunidense.
  - Mike Dirnt, músico norte-americano.
  - Hemerson Maria, treinador brasileiro de futebol.
- 1973
  - Guillermo Barros Schelotto, ex-futebolista argentino.
  - Gustavo Barros Schelotto, ex-futebolista argentino.
- 1975 — Kimora Lee Simmons, modelo norte-americana.
- 1977
  - Mariano Pernía, ex-futebolista hispano-argentino.
  - Emily Perkins, atriz canadense.
- 1978 — Vladimíra Uhlířová, tenista tcheca.
- 1980 — Masashi Oguro, futebolista japonês.
- 1981
  - Asprilla, futebolista brasileiro.
  - Eric Djemba-Djemba, futebolista camaronês.
  - Marion Kreiner, snowboarder austríaca.
- 1982 — Markus Rogan, nadador austríaco.
- 1983
  - Rubén Olivera da Rosa, futebolista uruguaio.
  - Jesse Moss, ator canadense.
- 1984
  - Enrico, futebolista brasileiro.
  - Manjural Islam Rana, jogador de críquete bengali (m. 2007).
  - Sarah Meier, ex-patinadora artística suíça.
- 1985 — Fernandinho, futebolista brasileiro.
- 1987
  - Cesc Fàbregas, futebolista espanhol.
  - Jorge Lorenzo, motociclista espanhol.
- 1988 — Guto, futebolista brasileiro.
- 1989
  - Dániel Gyurta, nadador húngaro.
  - Danilo Nogy, youtuber brasileiro
- 1990 — Ignacio Camacho, futebolista espanhol.
- 1992
  - Ashley Rickards, atriz norte-americana.
  - Courtney Jines, atriz norte-americana.
  - Grace Phipps, atriz norte-americana.
- 1993
  - Dorian Finney-Smith, jogador de basquete norte-americano.
  - Ruslan Malinovskyi, futebolista ucraniano.
- 1994
  - Paulina Ducruet, nobre monegasca.
  - Alexander Gould, ator norte-americano.
- 1995 — Alex Lawther, ator britânico.
- 1996 — Abdou Diallo, futebolista senegalês.
- 1997 — Nicolas Prattes, ator brasileiro.
- 1998 — Rex Orange County, cantor britânico.
- 1999 — Matheus Bidu, futebolista brasileiro.
- 2000 — Kevin Porter Jr., basquetebolista norte-americano.

### Século XXI
- 2001
  - Brunette, cantora e compositora arménia.
  - Joan García, futebolista espanhol.
- 2005
  - Navia Robinson, atriz e cantora estadunidense.
  - Kenan Yıldız, futebolista turco.
- 2010 — Brooklynn Prince, atriz estadunidense.

## Mortes

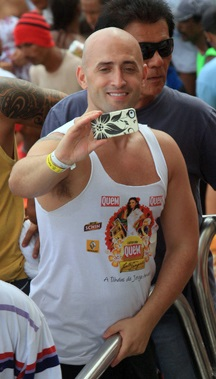
Paulo Gustavo

### Anteriores ao século XIX
- 0784 — Arbeo de Frisinga, bispo de Frisinga (n. c. 723).
- 1038 — Gotardo de Hildesheim, bispo de Hildsheim (n. 960).
- 1406 — Coluccio Salutati, chanceler da República de Veneza (n. 1331).
- 1436 — Engelbrekt Engelbrektsson, rebelde sueco (n. 1390).
- 1471 — Eduardo de Westminster, Príncipe de Gales (n. 1453).
- 1519 — Lourenço II de Médici, duque de Urbino (n. 1492).
- 1616 — Madalena de Brandemburgo, condessa de Hesse-Darmstadt (n. 1582).

### Século XIX
- 1833 — Amabel Hume-Campbell, 1.ª Condessa de Grey (n. 1751).
- 1858 — Aimé Bonpland, médico, explorador e botânico francês (n. 1773).

### Século XX
- 1915 — William Richard Gowers, neurologista britânico (n. 1845).
- 1935 — Junior Durkin, ator estadunidense (n. 1915).
- 1937
  - Noel Rosa, músico brasileiro (n. 1910).
  - Paulo Setúbal, escritor e jornalista brasileiro (n. 1893).
- 1949 — Joaquim Nunes Claro, médico e escritor português (n. 1878).
- 1957 — Katie Johnson, atriz inglesa (n. 1878).
- 1975 — Moe Howard, comediante norte-americano (n. 1897).
- 1980 — Josip Broz Tito, político iugoslavo (n. 1892).
- 1998 — Alois Estermann, guarda pontifício suíço (n. 1954).
- 1999 — Fernando Pacheco de Amorim antropólogo, publicista e político português (n. 1920).
- 2000 — Sandra Bréa, atriz brasileira (n. 1952).

### Século XXI
- 2004 — David Reimer, homem canadense que foi criado como uma menina após uma circuncisão malfeita (n. 1965).
- 2007 — Jeremias Nguenha, músico moçambicano (n. 1972).
- 2009
  - Vasco Granja, cartunista português (n. 1925).
  - Dom DeLuise, ator, comediante e diretor norte-americano (n. 1933).
- 2012 — Tinoco, cantor brasileiro (n. 1920).
- 2020
  - Aldir Blanc, letrista, compositor e cronista brasileiro (n. 1946).
  - Flávio Migliaccio, ator, produtor e diretor brasileiro (n. 1934).
- 2021
  - Ali Fazeli Monfared, iraniano assassinado (n. 2001).
  - Paulo Gustavo, ator, humorista, diretor, roteirista e apresentador brasileiro (n. 1978).
- 2022 — Claudio Bojunga, jornalista brasileiro (n. 1939).

## Feriados e eventos cíclicos
- Dia de Star Wars
- Dia Internacional do Bombeiro

### Brasil
- Dia do Engenheiro de Estruturas (Calculista Estrutural)
- Aniversário de Jaboatão dos Guararapes - Pernambuco
- Aniversário de Estância - Sergipe

### Portugal
- Feriado Municipal em Sesimbra

### Cristianismo
- Floriano de Lorch
- Gotardo de Hildesheim
- John Houghton
- José María Rubio
- Marie-Léonie Paradis
- Pelágia de Tarso
- Peregrino Laziosi
- Sandra Sabattini
- Venério de Milão

## Outros calendários
- No calendário romano era o 4.º dia (IV) antes das nonas de maio.
- No calendário litúrgico tem a letra dominical E para o dia da semana.
- No calendário gregoriano a epacta do dia é xxv ou 25.